# كأس ملك إسبانيا 1943
كأس ملك إسبانيا 1943 (بالإسبانية: Copa del Generalísimo de fútbol 1943)‏ هو الموسم 39 من كأس ملك إسبانيا. أشرف على تنظيمه الاتحاد الملكي الإسباني لكرة القدم، وكان عدد الأندية المشاركة فيه 32، وفاز فيه أتلتيك بيلباو.

## الدور الأول
| الفريق الأول        | إجم. | الفريق الثاني       | مباراة الذهاب | مباراة الإياب |
| ------------------- | ---- | ------------------- | ------------- | ------------- |
| راسينغ فيرول        | 2–2  | ديبورتيفو لاكورونيا | 1–0           | 1–2           |
| ريال بلد الوليد     | 1–4  | سيلتا فيغو          | 1–2           | 0–2           |
| ريال سبورتينغ خيخون | 4–6  | ريال أوفييدو        | 1–2           | 3–4           |
| نادي باراكالدو      | 1–2  | أتلتيك بيلباو       | 1–0           | 0–2           |
| ريال سوسيداد        | 11–2 | أريناس غوتكسو       | 8–0           | 3–2           |
| ديبورتيفو ألافيس    | 3–4  | ريال سرقسطة         | 2–3           | 1–1           |
| إسبانيول            | 4–2  | أوساسونا            | 3–2           | 1–0           |
| نادي كونستانسيا     | 3–3  | نادي ساباديل        | 2–1           | 1–2           |
| نادي ليفانتي        | 3–11 | نادي برشلونة        | 2–3           | 1–8           |
| نادي إيركوليس       | 3–10 | نادي كاستييون       | 0–2           | 3–8           |
| نادي ألكويانو       | 2–3  | نادي فالنسيا        | 2–1           | 0–2           |
| ريال مدريد          | 6–1  | نادي سالامانكا      | 5–1           | 1–0           |
| سي دي مالقا         | 3–8  | أتلتيكو مدريد       | 0–0           | 3–8           |
| ريال بيتيس          | 4–3  | أتلتيكو تطوان       | 1–3           | 3–0           |
| نادي خيريث          | 7–4  | نادي إشبيلية        | 6–2           | 1–2           |
| SD Ceuta            | 5–3  | نادي غرناطة         | 5–0           | 0–3           |

- إعادة المُبارة

| فريق 1          | نتيجة | فريق 2              |
| --------------- | ----- | ------------------- |
| راسينغ فيرول    | 0–1   | ديبورتيفو لاكورونيا |
| نادي كونستانسيا | 1–0   | نادي ساباديل        |

## دور الـ16
| الفريق الأول    | إجم. | الفريق الثاني       | مباراة الذهاب | مباراة الإياب |
| --------------- | ---- | ------------------- | ------------- | ------------- |
| أتلتيكو مدريد   | 4–2  | ريال سوسيداد        | 4–2           | 0–0           |
| ريال بيتيس      | 1–5  | SD Ceuta            | 1–1           | 0–4           |
| إسبانيول        | 4–4  | ريال مدريد          | 1–1           | 3–3           |
| سيلتا فيغو      | 2–9  | نادي برشلونة        | 1–5           | 1–4           |
| أتلتيك بيلباو   | 8–2  | نادي كاستييون       | 7–0           | 1–2           |
| ريال سرقسطة     | 3–4  | نادي فالنسيا        | 2–4           | 1–0           |
| ريال أوفييدو    | 2–3  | ديبورتيفو لاكورونيا | 1–2           | 1–1           |
| نادي كونستانسيا | 3–5  | نادي خيريث          | 2–1           | 1–4           |

- إعادة المُباراة

| فريق 1     | نتيجة | فريق 2   |
| ---------- | ----- | -------- |
| ريال مدريد | 2–0   | إسبانيول |

## ربع النهائي
| الفريق الأول  | إجم. | الفريق الثاني       | مباراة الذهاب | مباراة الإياب |
| ------------- | ---- | ------------------- | ------------- | ------------- |
| أتلتيكو مدريد | 2–7  | أتلتيك بيلباو       | 1–3           | 1–4           |
| نادي برشلونة  | 9–4  | SD Ceuta            | 5–2           | 4–2           |
| نادي خيريث    | 4–6  | ريال مدريد          | 1–1           | 3–5           |
| نادي فالنسيا  | 5–2  | ديبورتيفو لاكورونيا | 2–2           | 3–0           |

## نصف النهائي
| الفريق الأول  | إجم. | الفريق الثاني | مباراة الذهاب | مباراة الإياب |
| ------------- | ---- | ------------- | ------------- | ------------- |
| برشلونة       | 4–11 | ريال مدريد    | 3–0           | 1–11          |
| أتلتيك بيلباو | 3–2  | فالنسيا       | 1–0           | 2–2           |

لعب برشلونة ضد ريال مدريد في نصف نهائي كأس الملك 1943. لُعبت مباراة الذهاب في ملعب كامب دي ليس كورتس في كاتالونيا وانتهت بفوز برشلونة 3-0. في 13 يونيو 1943، فاز ريال مدريد على برشلونة 1-1 في إياب نصف النهائي وتأهل للنهائي.

## النهائي
| فريق 1        | نتيجة       | فريق 2     |
| ------------- | ----------- | ---------- |
| أتلتيك بيلباو | 1–0 (إضافي) | ريال مدريد |

| سبقه كأس ملك إسبانيا 1942 | كأس ملك إسبانيا 1943 | تبعه كأس ملك إسبانيا 1944 |